# Android 15

Logotipo de la versión preliminar para desarrolladores de Android 15

Android 15 es la decimoquinta versión principal y la vigésima segunda entrega del sistema operativo móvil Android, desarrollada por la Open Handset Alliance y bajo la dirección de Google. La primera beta abierta se lanzó en abril de 2024, su código fuente se lanzó en septiembre del 2024 y la versión estable se lanzó en octubre del 2024.

## Lanzamiento
El desarrollo de Android 15, con el nombre en clave de VanillaIceCream (helado de vainilla en español), ha sido mencionado en varias partes del código fuente de AOSP. Se planifica el lanzamiento de dos versiones adicionales, culminando en la versión beta en abril del mismo año.